# Gulbenkian-Preis für Menschlichkeit
Der Preis für Menschlichkeit der portugiesischen Calouste-Gulbenkian-Stiftung (engl. Gulbenkian Prize for Humanity, port. Prémio Gulbenkian para a Humanidade) zeichnet Personen, Personengruppen oder Organisationen aus aller Welt aus, die einen neuartigen, innovativen und wirkungsvollen Beitrag zu Klimaschutz und -anpassung geleistet haben. Er wird jährlich vergeben und ist dem Andenken Calouste Gulbenkians gewidmet. Mit einem Preisgeld von einer Million Euro ist er eine der am höchsten dotierten Auszeichnungen im Themenfeld der Klimakrise.
Die erste Auszeichnung erfolgte 2020. Zukünftig ist eine jährliche Vergabe geplant.
Am 29. Juni 2022 wurde bekannt, dass die ehemalige deutsche Bundeskanzlerin, Angela Merkel, den Juryvorsitz übernehmen wird.

## 2020
Im Jahr 2020 wurde der Preis an die Klimaaktivistin Greta Thunberg verliehen. Als Begründung gab die Jury an, dass sie jüngere Generationen auf die Ursache des Klimawandels aufmerksam machen und ihren hartnäckigen Kampf für die Veränderung eines anhaltenden Status quo mobilisieren konnte. Thunberg äußerte sich zum Preis wie folgt: „Das ist mehr Geld, als ich mir vorstellen kann, jedoch wird das gesamte Preisgeld über meine Stiftung an verschiedene Organisationen und Projekte gespendet, die sich für Menschen an vorderster Front einsetzen, die von der Klimakrise und der ökologischen Krise betroffen sind.“

## 2021
Der Preis wurde an den Globalen Konvent der Bürgermeister für Klima und Energie verliehen.

## 2022
Der Preis wurde an den Weltbiodiversitätsrat (IPBES) und den Weltklimarat (IPCC) verliehen.

## 2023
Der Preis wurde an Apai Janggut, Cécile Ndjebet und Lélia Wanick Salgado verliehen.